# Manco Kapac (Carrasco)
Manco Kapac ist eine Landstadt im Departamento Cochabamba im südamerikanischen Anden-Staat Bolivien.

## Lage
Manco Kapac ist drittgrößte Ortschaft in dem 2004 neu geschaffenen Municipio Entre Ríos in der Provinz Carrasco. Die Stadt liegt auf einer Höhe von 252 m am rechten, östlichen Ufer des Río Blanco, der sieben Kilometer flussabwärts in den Río Ichoa mündet, einen linken Nebenfluss des Río Ichilo.

## Geographie
Manco Kapac liegt im bolivianischen Tiefland an den nordöstlichen Ausläufern der Cordillera Oriental. Das Klima ist ein tropisches Monsunklima mit einer ausgeprägten Regenzeit (Am-Klima nach der Köppen-Geiger-Klassifikation).
Die Region weist eine mittlere Jahrestemperatur von 26 °C auf (siehe Klimadiagramm Puerto Grether), die Monatsdurchschnittswerte liegen zwischen 23 °C im Juli und gut 28 °C von November bis Februar. Der durchschnittliche Jahresniederschlag beträgt 1700 mm, mit Monatswerten zwischen 200 und 300 mm von Dezember bis Februar und ausreichend Feuchtigkeit in allen Monaten.

## Verkehrsnetz
Manco Kapac liegt in einer Entfernung von 275 Straßenkilometern östlich von Cochabamba, der Hauptstadt des Departamentos.
Durch Entre Río verläuft die 1657 Kilometer lange Nationalstraße Ruta 4, die von Tambo Quemado an der chilenischen Grenze im Osten quer durch das Land bis Puerto Suárez an der brasilianischen Grenze führt. Von Cochabamba aus erreicht man Manco Kapac über Villa Tunari, Chimoré und Ivirgarzama, die Nationalstraße führt dann weiter nach Warnes und Santa Cruz.

## Bevölkerung
Die Einwohnerzahl der Ortschaft ist allein im vergangenen Jahrzehnt auf mehr als das Vierfache angestiegen:
| Jahr | Einwohner         | Quelle       |
| ---- | ----------------- | ------------ |
| 1992 | keine Detaildaten | Volkszählung |
| 2001 | 594               | Volkszählung |
| 2012 | 2603              | Volkszählung |
| 2024 |                   | Volkszählung |

Die Region weist einen überwiegenden Anteil an Quechua-Bevölkerung auf, im Municipio Entre Ríos sprechen 76,6 Prozent der Bevölkerung Quechua.